# Chiến dịch New Arrivals
Chiến dịch New Arrivals (29 tháng 4 – 16 tháng 9 năm 1975) là công cuộc tái định cư 130.000 người tị nạn Việt Nam từ các khu vực tổ chức trên quần đảo Thái Bình Dương đến Hoa Kỳ.
Sau cuộc di tản của người dân Việt Nam Cộng hòa trong ngày Sài Gòn thất thủ, Chiến dịch New Life và Babylift vào cuối thời kỳ Chiến tranh Việt Nam, dân tị nạn được chuyển đến Hoa Kỳ để bắt đầu quá trình hòa nhập và tái định cư vào xã hội Mỹ. 251 chuyến bay C-141 và C-130 cùng 349 chuyến bay thương mại đã vận chuyển dân tị nạn đến các trại trên khắp nước Mỹ.
Các trại này bao gồm Trại Pendleton, California (mở cửa ngày 29 tháng 4), Fort Chaffee, Arkansas (mở cửa ngày 2 tháng 5), Căn cứ Không quân Eglin, Florida (mở cửa ngày 4 tháng 5) và Fort Indiantown Gap, Pennsylvania (mở cửa ngày 28 tháng 5). Chiến dịch này đã giúp di dời, hỗ trợ và che chở dân tị nạn cho đến khi các cơ quan dân sự có thể tái định cư họ.